# اچ‌ام‌اس نیویورک (۱۷۵۳)
اچ‌ام‌اس نیویورک (۱۷۵۳) (به انگلیسی: HMS York (1753)) یک کشتی بود که طول آن ۱۵۰ فوت (۴۵٫۷ متر) بود. این کشتی در سال ۱۷۵۳ ساخته شد.